# 選挙粛正運動
選挙粛正運動（せんきょしゅくせいうんどう）とは、1920年代から1930年代の日本において普通選挙法制定後に公正明大な選挙の実施を目指して行われた選挙浄化運動のことである。
第2次護憲運動の結果、普通選挙法が制定されて政党内閣が一時慣例化した。だが、その一方で選挙等にまつわる買収や贈収賄などの問題も浮上してきた。これを憂慮した後藤新平らによって国民の選挙への関心を高めるべく啓蒙活動を行うことによって選挙にまつわる腐敗を防止しようとした。これが、「選挙粛正（あるいは選挙革正）」と呼ばれるようになる。その後、濱口内閣において「選挙革正審議会」が設置されるが、五・一五事件による政党内閣の事実上の終焉を受けて、本運動は頓挫する形となった。
政党内閣が終わり、中間内閣の時代となると、この運動に注目したのがいわゆる「革新官僚」であった。彼らは、政党こそが政治・行政の腐敗の根源であり、最終的には政党を解体する必要性があると考えた。これは上記の後藤（1929年に死去）の理念とは根本的に相反するものであったが、政界浄化を求める国民世論を背景にこれを推進しようと努めた。
斎藤内閣によって選挙法制の改正が行われて選挙違反などへの厳罰化が行われ、続いて岡田内閣の1935年には道府県知事を会長とする選挙粛正委員会を設置した。更に斎藤実前首相を会長に押し立てて各種民間団体を糾合して選挙粛正中央連盟を組織した。こうした一連の動きの影には当時の革新官僚からの絶大な支持を受けていた後藤文夫内務大臣や彼が率いる内務省の働きかけが存在した。また、同省による町内会の組織化と平行した動きとして、選挙粛正運動に関連して開催された「部落懇談会」等の場において愛国心の啓発活動も行われるなど、全国民的な教化運動として取り組まれた。
その後、1942年に「翼賛選挙貫徹運動」に発展的解消を遂げた。
この運動のもたらした影響は大きく、戦後、一旦は選挙活動が原則自由化されたものの、1950年に制定された公職選挙法によって様々な選挙規制が復活し、日本の法制度における選挙に関する言論活動や表現活動は、国際的に見て最も厳しく規制されている部類に入るとされる。
なお、「清き一票」「出たい人より出したい人」なども選挙粛正運動が作り出した言葉である。